# Pretpovijesni život
Pretpovijesni život započinje prije više od 3800 milijuna godina kada su hlađenjem Zemlje od tekuće vode nastali oceani u kojima su se razvili sićušni jednostanični organizmi. Mnogi ih smatraju prvim znakovima života. Ti pradavni počeci nazivaju se prahistorijom zato što se to događalo prije povijesnih zapisa. Najviše naših dokaza o počecima života potječe od fosila. Pomoću tih dokaza paleontolozi dijele pretpovijesno doba u razvoju Zemlje na duga razdoblja, takozvane ere, a ere u periode.

### Prapočeci
Fosil prokariota (jednostanični organizmi bez jezgre) pronađeni su u Australiji i južnoj Africi u stijenama starima 3400 do 3300 milijuna godina. Neki od njih, kao modrozelene alge, tvorili su duge redove stanice od kojih su nastale slojevite nakupine, takozvani stromatoliti.
- Prve biljke

Sve do kraja perioda silura (prije 439 do 408 milijuna godina) većina biljaka živjela je u vodi. Najstarije poznate biljke, Cooksonia, razvile su krutu stabljiku koja je provodila vodu iz korijenja pa je mogla rasti na kopnu.
- Prve životinje s ljušturom

Do očite eksplozije života početkom perioda kambrija moglo je doći zbog promjena u okolišu. Te promjene su omogućile da se u obliku fosila sačuvaju skeletni dijelovi organizma.
- Prve ribe

Prvi kralježnjaci bile su beščeljusne ribe koje su se pojavile prije otprilike 470 milijuna godina. Neke od tih riba razvile su težak oklop od koštanih ploča i živjele su u plitkim morskim vodama, rijekama i jezerima.

## Invazija na kopno
Nakon što su biljke prešle na kopno, slijedile su ih životinje beskralježnjaci koje su se razvijale tako da mogu koristiti prednosti velike količine kisika i suhih uvjeta. Prvi su bili člankonošci. Neki od njih, naprimjer Acantherpestes, vjerojatno su preživjeli na isti način kao današnje stonoge, hraneći se biljnim otpadom. Nakon člankonožaca uslijedili su vodozemci i gmazovi.

### Gmazovi
Najstariji poznati gmaz je Westlothiana liziae koji je živio prije 330 milijuna godina. Ovakvi gmazovi su se razvili u divovske gmazove i dinosaure koji su prevladavali na Zemlji u eri mezozoika. Neki su se u potpunosti prilagodili životu na kopnu; mogli su stajati uspravno i lako se kretati. Neki od njih, primjerice plesiosauri, vratili su se u more; ostali, kao pterosauri, počeli su letjeti.
- Prve ptice

Pernate ptice razvile su se početkom evolucije dinosaura s kojima su srodne. Prvim pticama, kao ptici Archaeopteryx iz jure, perje je služilo za izolaciju ili kao ukras, te za let.
- Prvi sisavci

Prvi sisavci koji su se pojavili razvili su se od zvjerozubaca, skupine gmazova. Neki su preživjeli veliko izumiranje potkraj perioda perma i razvili osobine sisavaca. Jedan od prvih sisavaca bio je Megazastrodon krajem perioda trijasa (prije 245 do 208 milijuna godina).
- Prvo cvijeće

Kritosjemenjače (biljke s cvijetom) pojavile su se u peridu krede (prije 144 do 65 milijuna godina). Prije pojave biljaka s cvijetom, najčešće lisnato drvo bio je Gingko. Ova izuzetna biljka još uvijek postoji i uzgaja se kao ukrasno drvo.

## Mezozoik
Tijekom mezozoika (prije 245 do 60 milijuna godina) superkontinent Pangea pomaknuo se prema sjeveru i razdijelio na velike kontinente koji postoje i u naše vrijeme. Veliko izumiranje krajem perma omogućilo je razvoj gmazova na kopnu, u zraku i u moru. Potkraj ove ere, u peridu krede, došlo je do masovnog izumiranja dinosaura.

### Izumiranje dinosaura
Dinosauri su počeli izumirati krajem razdoblja krede. Popularana teorija koja objašnjava to masovno izumiranje govori o asteroidu ili kometu koji je pogodio Zemlju prije 65 milijuna godina i izazavao pojavu velikih količina prašine u atmosferi. Smatra se da je ta prašina zakrila sunčevu svjetlost, što je trajalo mjesecima, ili više, i uzrok je uginuća različitih biljaka i životinja.

## Kreda
Tijekom razdoblja krede (prije 144 do 65 milijuna godina) dinosauri su i dalje bili najveće životinje na kopnu. Kontinenti su se i dalje nastavili razdvajati, a današnja Indija primaknula se Aziji. Smatra se da je doba krede vjerojatno završilo velikim sudarom.

### Ledeno doba
Izmjenjivanje toplih i hladnih klimatskih razdoblja na Zemlji karakteristika je posljednjih 2000 milijuna godina. Tijekom hladnih razdoblja velik dio voda na Zemlji pretvorilo se u ledene ploče. Životinje su se, naprimjer mamuti, prilagodile razvivši debelu vunastu dlaku. Danas na Zemlji vlada interglacijalno, toplo razdoblje.

### Izumiranje
Razvoj i izumiranje životinja i biljaka obilježje je života na Zemlji. Masovno izumiranje je pojava kada u isto vrijeme izumre mnogo organizama. U pretpovijesnom razvoju Zemlje dogodilo se nekoliko takvih događaja čiji uzrok ponekad nije poznat.
- Dodo

Dodo s Mauricijusa izumro je krajem 18. stoljeća zbog djelovanja čovjeka. Danas su na rubu nestanka i druge biljke i životinje, naprimjer   crni afrički nosorog i južnokineski tigar.

## Kenozoik
Tijekom razdoblja kenozoika (prije 65 milijuna godina) sisavci postupno postaju brojniji od dinosaura. Neki gmazovi, poput kornjača, zmija, krokodila i guštera, preživjeli su i još uvijek postoje. Preživjele su i ptice postavši raznovrsnije i od sisavaca i od gmazova. Indija se naposljetku sudarila s Azijom i pritom je nastao lanac Himalaja. Sisavci su se brzo širili po kontinentu prilagođavajući se najraznolikijim podnebljima zato što su mogli održavati stalnu temperaturu tijela te opstati hraneći se i biljnim materijalom i mesom. Najprije su se razvili tobolčari, no postupno su brojniji postali placentalni sisavci.

### Leteći sisavci
Dok su se postupno razvijale ptice preuzimajući mjesto pterosaura, i sisavci su razvili mogućnost letenja, naprimjer Palaeochiropteryx. Taj šišmiš dug 7 cm i jedna pronađena vrsta u svom želucu ima ostatke noćnih leptira. Šišmiši su pretežno noćne životinje koje otkrivaju plijen pomoću zvučnih odjeka.

### Prvi ljudi
Naš najstariji predak mogao bi biti Australopithecus afarensis, čovjekoliko biće koje se pojavilo u Africi prije otprilike 4 milijuna godina. Najstariji pravi čovjek je Homo habilis i vjerojatno je koristio oruđe prije više od 2,5 milijuna godina. Homo sapiens (današnji čovjek) pojavio se prije otprilike 100.000 godina.

### Vremenska tablica
| Godine             | Značajke                                                          |
| ------------------ | ----------------------------------------------------------------- |
| pr. 3800 m.g.      | Razvijaju se jednostanični organizmi sa sposobnošću fotosinteze.  |
| pr. 550 m.g.       | Pojava čvrstih ljuski.                                            |
| pr. 500 m.g.       | Pojavljuju se primitivne beščeljusne ribe.                        |
| pr. 440 m.g.       | Biljke i životinje prelaze na kopno.                              |
| pr. 395 m.g.       | Člankonošci se hrane biljnim otpacima i drugim člankonošcima.     |
| pr. 360 m.g.       | Pojavljuju se prvi četveronošci, naprimjer vodozemac Ichthyostega |
| pr. 210 m.g.       | Počinju se razvijati dinosauri.                                   |
| pr. 65 m.g.        | Nakon nestanka dinosaura počinju prevladavati sisavci.            |
| pr. 100.000 godina | Pojavljuje se Homo sapiens.                                       |